# Lineo Mochesane
Lineo Mochesane (29 de julio de 1984) es una deportista lesotense que compitió en taekwondo. Ganó una medalla de bronce en los Juegos Panafricanos de 2011, y una medalla de oro en el Campeonato Africano de Taekwondo de 2003.

## Palmarés internacional
| Juegos Panafricanos | Juegos Panafricanos | Juegos Panafricanos | Juegos Panafricanos |
| Año                 | Lugar               | Medalla             | Categoría           |
| ------------------- | ------------------- | ------------------- | ------------------- |
| 2011                | Maputo (Mozambique) | Medalla de bronce   | –49 kg              |
| Campeonato Africano |                     |                     |                     |
| Año                 | Lugar               | Medalla             | Categoría           |
| 2003                | Abuya (Nigeria)     | Medalla de oro      | –47 kg              |